# Tohatsu
Tohatsu is een Japans historisch merk van hulpmotoren, brom- en motorfietsen.

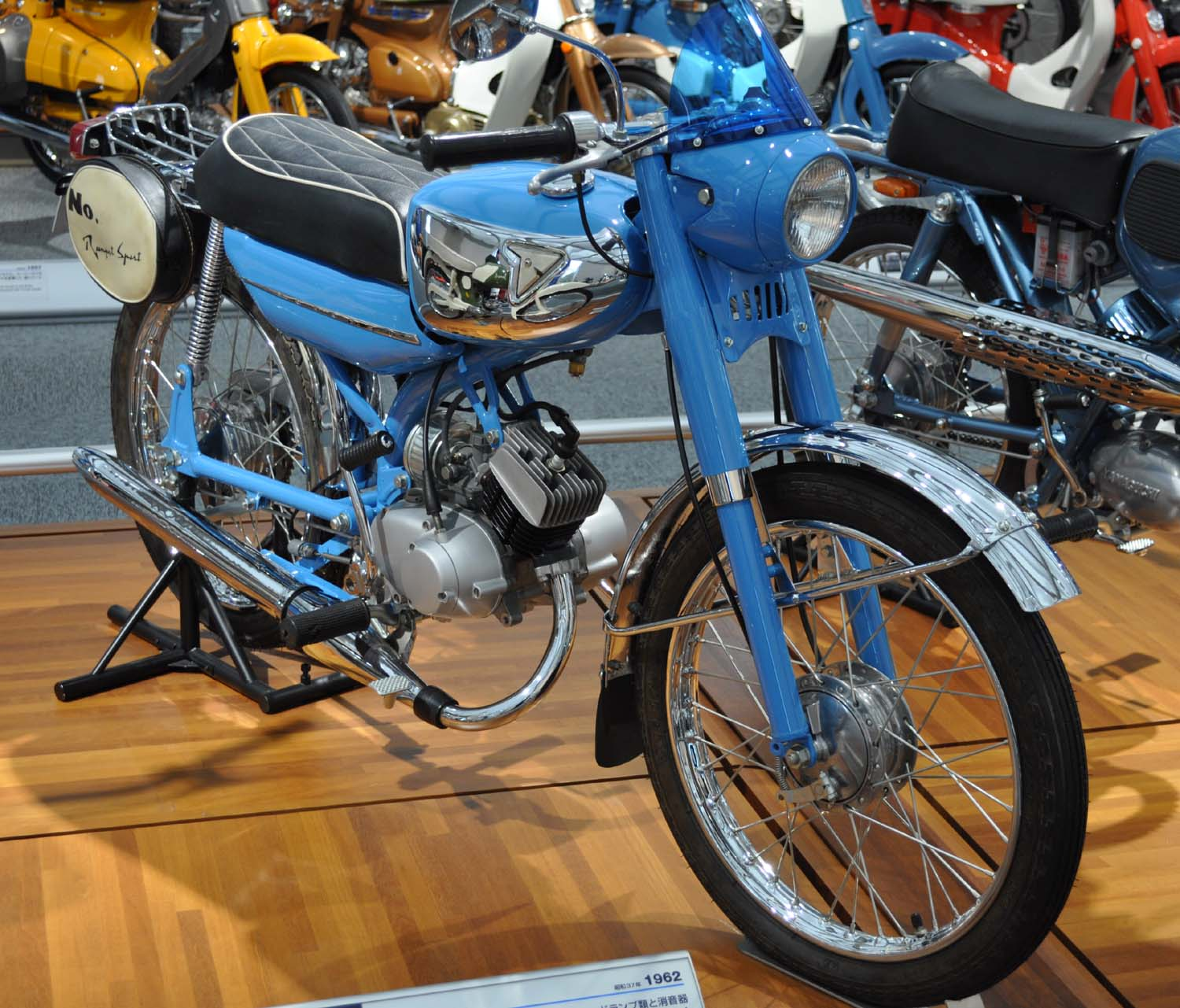
Tohatsu Runpet Sports CA2 uit 1962

Tohatsu stond voor: Tokyo Hatsudoki Co. Ltd., Kyobashi, Chuo-ku, Tokio. Het bedrijf bestond al rond 1922 onder de naam "Takate Trading Mfg". Men maakte indertijd onder andere oliepompen.
Tohatsu was ooit de grootste Japanse motorfietsfabrikant. Men maakte van 1950 tot 1966 tweetakten van 49- tot 200 cc, waaronder snelle 49- en 123 cc racemachines, maar ook hulpmotortjes. Het bekendste model was waarschijnlijk de Tohatsu Runped bromfiets. Waarschijnlijk was de sportuitvoering hiervan, waarmee ook wel geracet werd, de basis voor de latere racemotoren. In de jaren 1962/1963 werden in elk geval 50 cc tweecilinder fabrieksracertjes ingezet. Dave Simmonds reed er onder andere mee, maar ondervond veel betrouwbaarheidsproblemen door de gebrekkige smering. In 1964 ging het bedrijf failliet, waarna veel technici werden overgenomen door Bridgestone. De kwaliteit van de Bridgestone-tweetakten steeg daardoor aanmerkelijk, o.a. omdat vanaf dat moment roterende inlaten werden toegepast.
In 1956 werd de eerste buitenboordmotor geproduceerd onder de naam “OB- 2 “, een luchtgekoelde 1,5 pk buitenboordmotor. Sindsdien worden Tohatsu buitenboordmotoren gebruikt voor commerciële visserij, vervoer over zee, recreatie en racerij. Tohatsu fabriceert ook draagbare brandpompen.
In januari 2005 opende Tohatsu een nieuwe fabriek in het bergachtige gebied van centraal Japan. Deze fabriek beschikt over meer dan 370.000 vierkante meter aan ruimte met een productiecapaciteit van meer dan 200.000 eenheden per jaar. De totaalomzet in 2021 bedroeg meer dan 265 miljoen euro.
Zie ook Tosho.